# Burzyk szary
Burzyk szary (Ardenna grisea) – gatunek dużego wędrownego ptaka oceanicznego z rodziny burzykowatych (Procellariidae). Bliski zagrożenia wyginięciem. Nie wyróżnia się podgatunków.

## Zasięg występowania
Burzyk szary gnieździ się na wyspach półkuli południowej, położonych w pobliżu Nowej Zelandii, Australii i Chile (w tym na Ziemi Ognistej i wyspie Guafo), oraz na Falklandach. Zimę (na półkuli północnej panuje wówczas lato) spędza na północnym Atlantyku i Pacyfiku. Do Polski zalatuje sporadycznie – do 2017 odnotowano 14 stwierdzeń, kolejne 4 w roku 2018.

## Morfologia

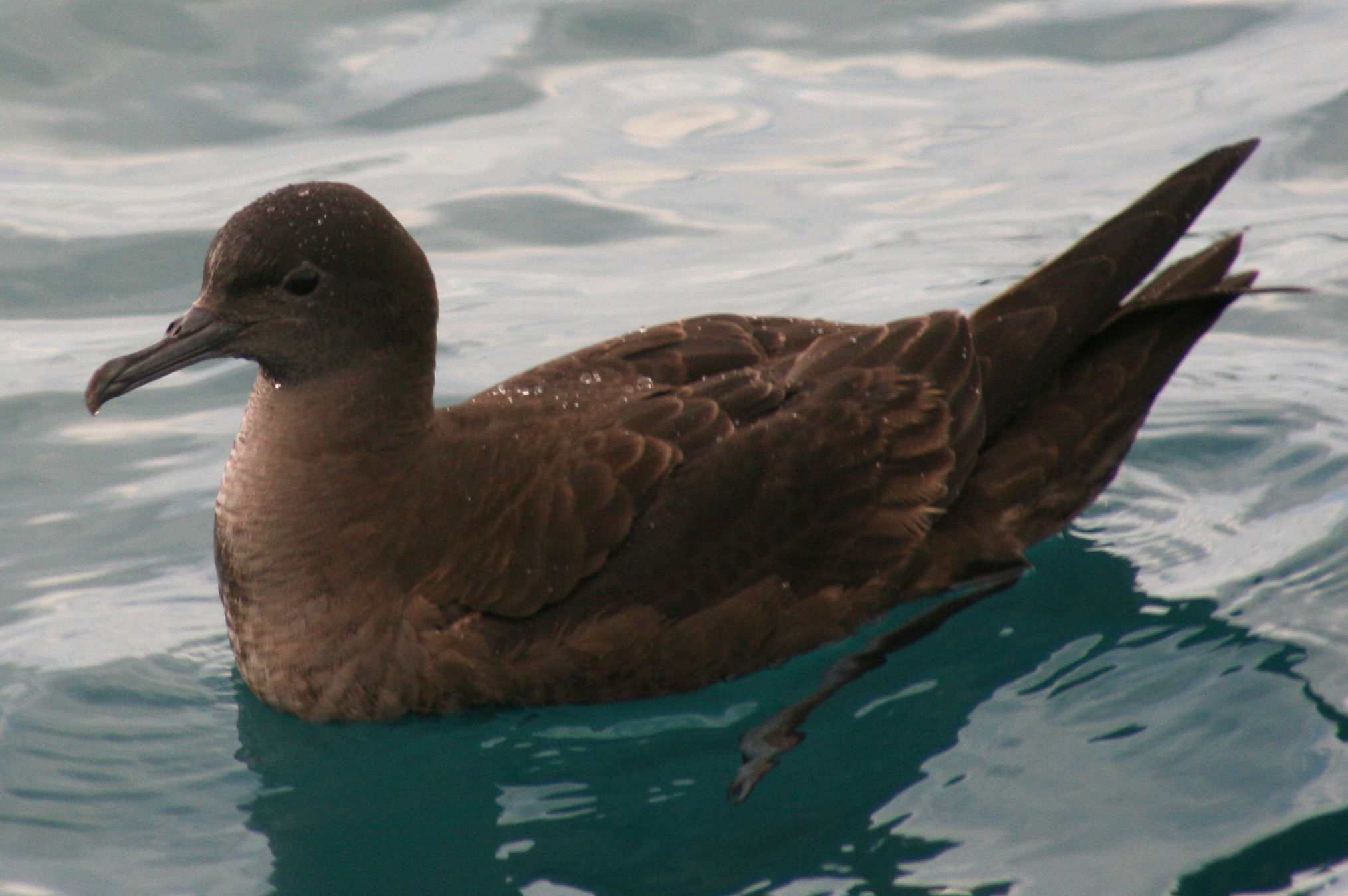
Burzyk szary sfotografowany u wybrzeży Nowej Zelandii

WyglądWierzch ciała brązowoczarny, spód nieco bledszy. Na dolnej powierzchni skrzydeł słabo widoczne, białawe plamy. Dziób i nogi ciemne.
Wymiary średnie
- Długość ciała ok. 42–46 cm
- Rozpiętość skrzydeł ok. 100–110 cm
- Masa ciała ok. 800 g

## Ekologia
BiotopGnieździ się na morskich wybrzeżach, poza sezonem lęgowym przebywa na pełnym morzu.
GniazdoNora o długości do 1 m wygrzebana w ziemi przez obydwoje rodziców, rzadziej w szczelinie skalnej. Na dnie nory lub szczeliny gniazdo wysłane trawą i mchem. Tworzy wielkie kolonie.
JajaW ciągu roku wyprowadza jeden lęg, składając w listopadzie–grudniu jedno jajo.
WysiadywanieJajo wysiadywane jest przez okres 7–8 tygodni przez obydwoje rodziców. Pisklęta usamodzielniają się po 14 tygodniach.
PożywienieGłównie drobne ryby. Ponadto skorupiaki i głowonogi.

## Status i ochrona
Międzynarodowa Unia Ochrony Przyrody (IUCN) od 2004 roku uznaje burzyka szarego za gatunek bliski zagrożenia (NT – Near Threatened); wcześniej, od 1988 roku klasyfikowano go jako gatunek najmniejszej troski (LC – Least Concern). Liczebność światowej populacji szacuje się na 4,4 miliona par lęgowych. Globalny trend liczebności populacji uznawany jest za spadkowy. Wpływ na spadek liczebności tego gatunku ma rybołówstwo (np. zaplątywanie się w rybackie sieci), masowy odłów i zabijanie piskląt i młodocianych osobników przez Maorysów w Nowej Zelandii (uregulowane prawnie, dozwolone od 1 kwietnia do 31 maja na kilkudziesięciu wysepkach wokół Wyspy Stewart), być może także zmiany klimatu.
W Polsce burzyk szary podlega ścisłej ochronie gatunkowej.